# 앤더슨올드필드쥐
앤더슨올드필드쥐(Thomasomys andersoni)는 비단털쥐과에 속하는 설치류이다. 볼리비아의 토착종으로 코차밤바 주의 단 한 곳에서만 알려져 있다. 종소명과 일반명은 미국 생물학자 앤더슨(Sydney Anderson)의 이름에서 유래했다. 가장 가까운 근연종은 저산대올드필드쥐(T. oreas)와 아직 기술되지 않은 다른 한 종이지만, 형태학적으로는 검은발올드필드쥐(T. notatus)와 유사하다. 나무에서 수집한 2점의 표본만이 알려져 있다.